# Barevná fotografie

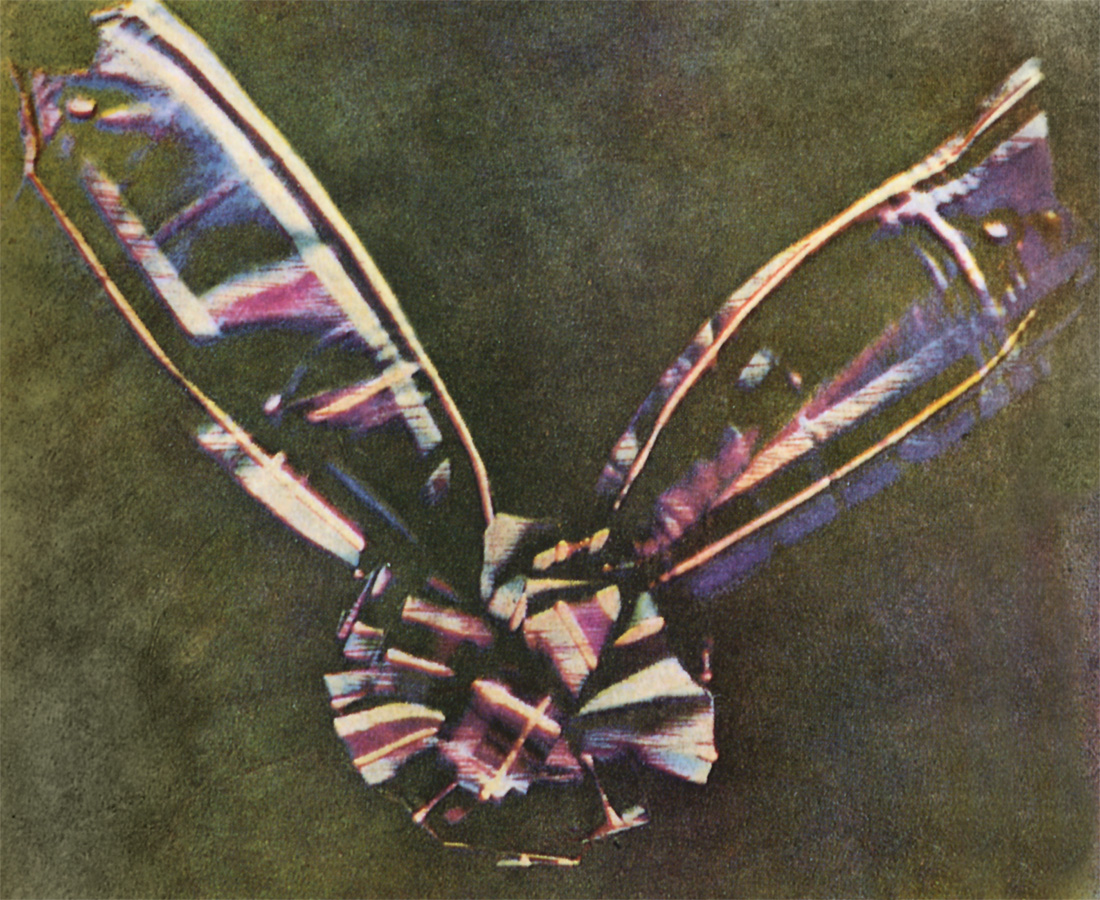
James Clerk Maxwell: Stužka, první barevná fotografie, 1861

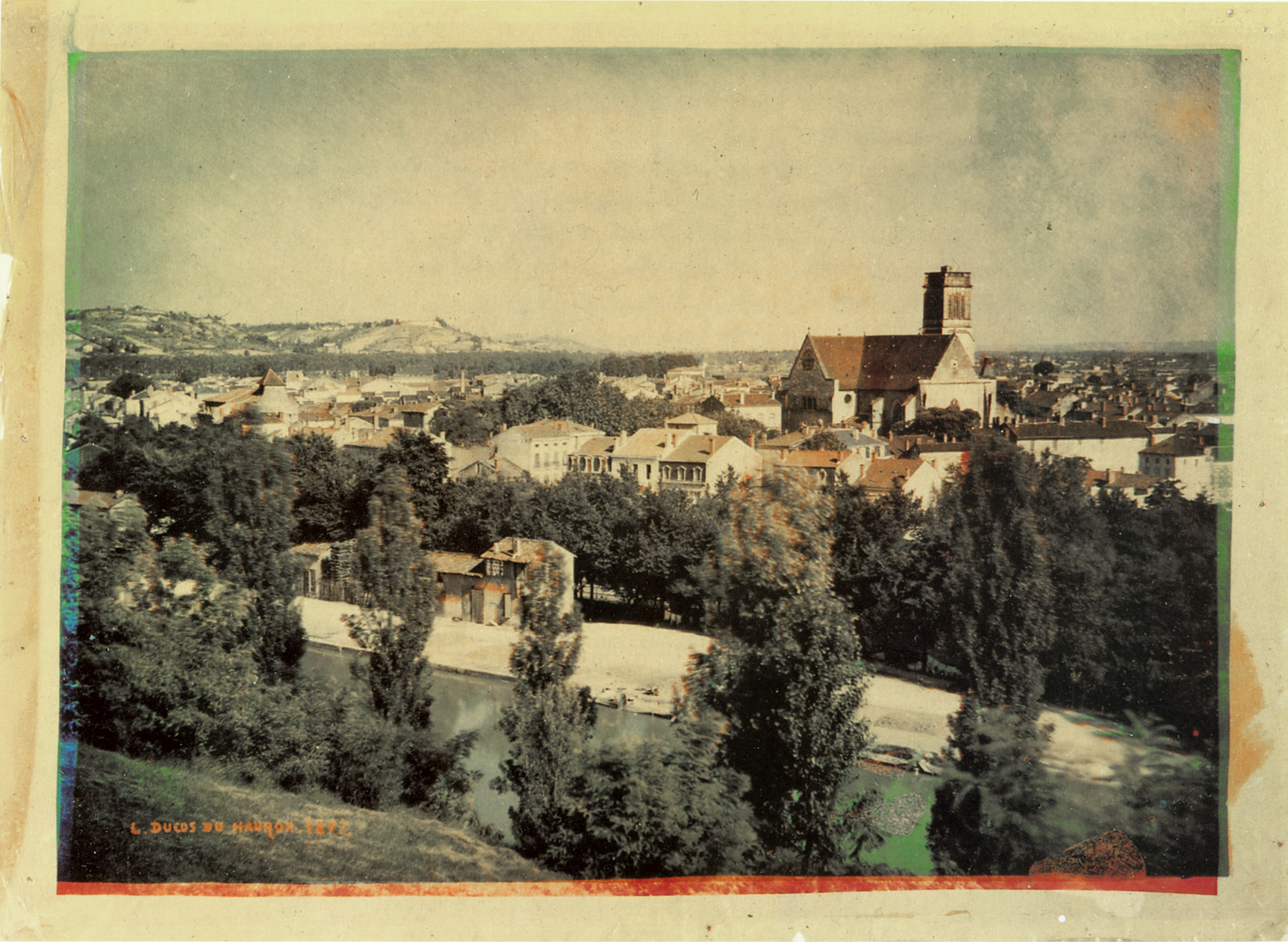
Pohled na Agen, Francie roku 1877 od Louise Ducose du Haurona, francouzského průkopníka barevné fotografie

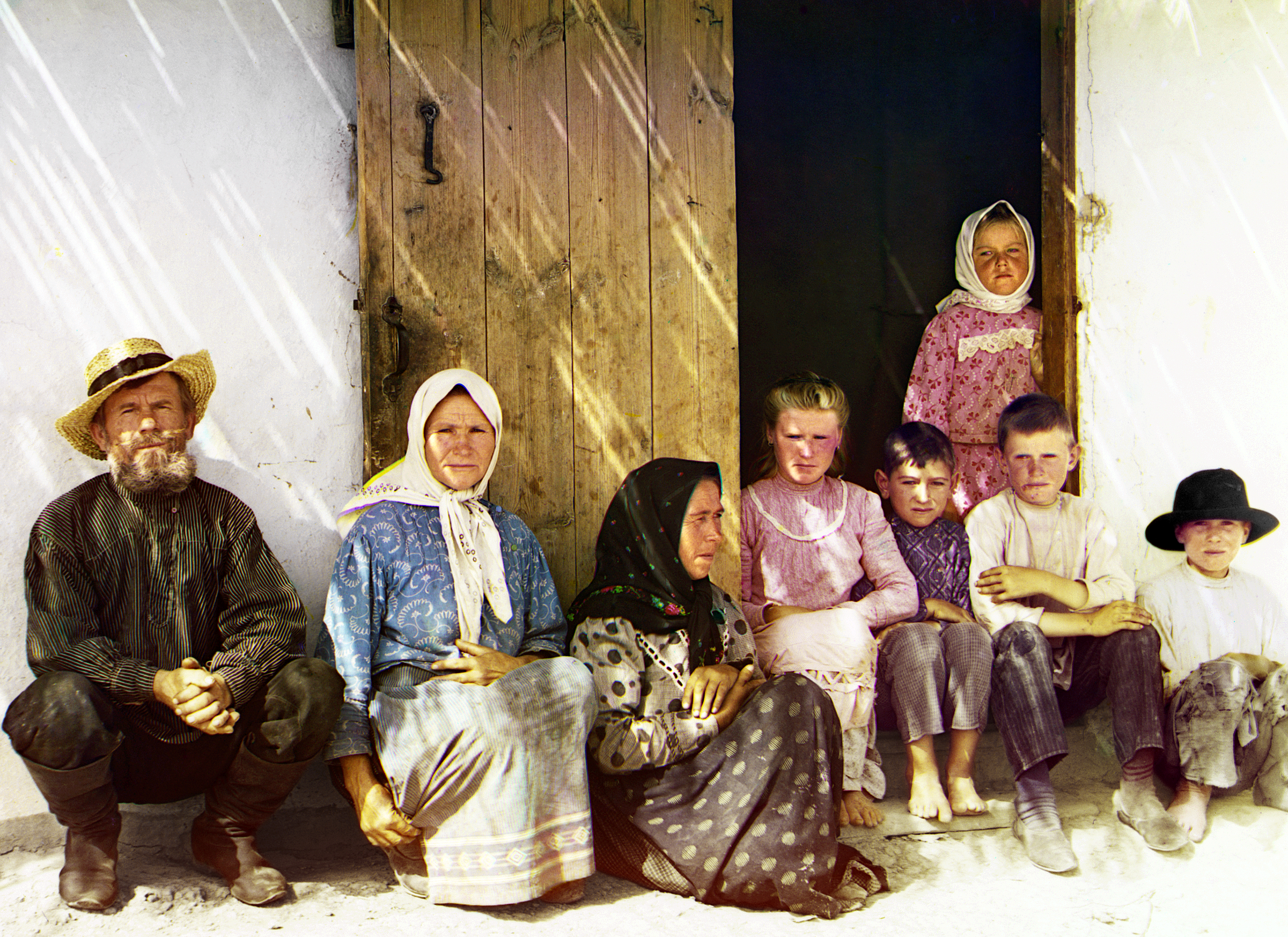
Raný barevný snímek Sergeje Prokudin-Gorského, mezi 1905–1915

Barevná fotografie je fotografie, která využívá médií schopných reprezentovat barvy, které jsou chemicky zhotovené při fotografickém procesu. Ta je protipólem k černobílé fotografii, která využívá média schopná zobrazovat pouze odstíny šedé a nezahrnuje ručně kolorované fotografie. Některé příklady barevné fotografie obsahují tisky, barevné negativy, diapozitivy a fotografické filmy a desky.

## Historie

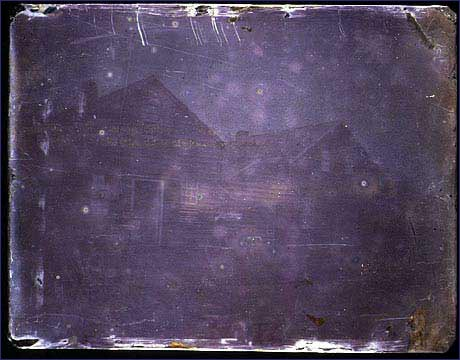
Hillotypie Leviho Hilla, 1850

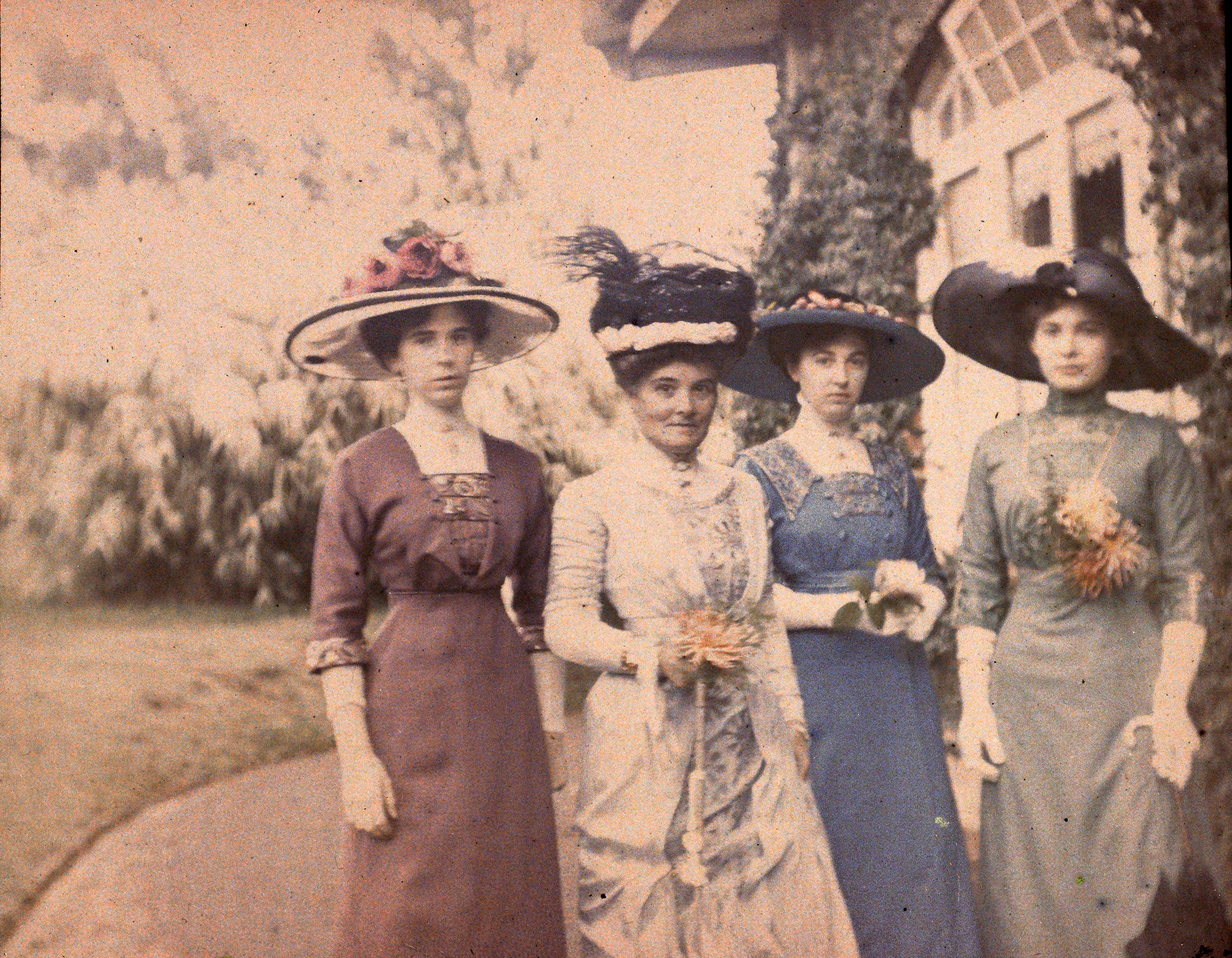
William Gullick: Mary, Zoe, Marjory a Chloe Gullickovy na jedné z prvních barevných autochromových fotografií, jejich barvy šatů odpovídají základním barvám autochromu, asi 1909

První experimenty s barevnou fotografií mají své kořeny kořeny již v samotných počátcích historie fotografie. Americký ministr a daguerrotypista Levi Hill v listopadu 1850 zveřejnil publikaci The Magic Buff, ve které tvrdil, že dokáže zaznamenat modrou, červenou, fialovou a oranžovou barvu na jednu desku. Jako důkaz předložil snímek pořízený metodou nazvanou hillotypie. Nicméně šlo v tomto případě o velmi špatnou kvalitu a Hill také vehementně odmítal zveřejnit podrobný princip svého objevu, takže byl nakonec svými jeho současníky přijat skepticky.
Od roku 1860 pracoval Niepce de Saint-Victor na technickém postupu jak zachytit všechny barvy na jediné fotosenzitivní vrstvě (heliochromie).
Fyzikální princip barevné fotografie poprvé veřejně předvedl James Clerk Maxwell v Londýně 17. května 1861. Promítl na plátno současně tři černobílé snímky barevné řádové stuhy přes červený, zelený a modrý filtr, které byly předtím exponovány přes filtry stejných barev. Prokázal tak princip aditivního míchání barev. Ve skutečnosti však byla použitá exponovaná fotocitlivá emulze necitlivá na červenou barvu. Místo červené byla na snímku přes červený filtr exponována okem neviditelná ultrafialová část spektra. Prakticky však byla tato technika kvůli své komplikovanosti nepoužitelná.
Na výzkumy Jamese Maxwella navázal Louis Ducos du Hauron Od roku 1862 pracoval několik let na praktickém způsob záznamu barevných fotografií pomocí dvou barevných systémů: subtraktivního (žlutá, azurová, purpurová) a aditivního (červená, zelená, modrá) barevného systému. Roku 1868 tyto metody patentoval. Osvítil bromostříbrnou kolodiovou desku výtažkovými filtry a zhotovil tak diapozitivy zabarvené do červena, modra a žluta. Tyto tři části pak musely být k získání konečné fotografie zcela přesně položeny přes sebe. Kvůli vysokým nákladům této metody se však v praxi mnoho nepoužívala. Jednou z prvních barevných fotografií je Landscape of Southern France, pořízená subtraktivní metodou r. 1877. Zároveň s Hauronem objevil podobný systém Charles Cros, který později s Hauronem spolupracoval.
Významně se na vývoji barevné fotografie podílel německý chemik a fotograf Hermann Wilhelm Vogel. Roku 1873 objevil, jak rozšířit spektrální citlivost fotografické emulze o zelenou složku přidáním barviva (do té doby byly emulze citlivé pouze na modré světlo a UV záření). Roku 1884 objevil rozšíření citlivosti také na oranžovou složku světla. Rozšíření citlivosti o zbývající červenou složku bylo objeveno až po jeho smrti po roce 1900.
O barevnou fotografii usiloval také Niepce de Saint-Victor společně s Alexandrem Becquerelem, ale nedokázali ji ještě trvale a spolehlivě ustálit. To se poprvé povedlo Gabrieli Lippmannovi v roce 1891.
Roku 1888 vyvolal tříbarevnou fotografii Frederic Eugene Ives. Tu pak Němec Adolf Miethe od roku 1903 používal v praxi. Adolf Miethe vynalezl také panchromatické zcitlivění pro reprodukci barevných tónů.
Angličanka Sarah Angelina Acland s barevnou fotografií začala experimentovat v roce 1899. Své první snímky vyráběla pomocí barevného procesu Frederica E. Ivese a Sangera Shepherda, který byl založen na třech samostatných fotografiích pořízených přes červený, zelený a modrý filtr. Později používala autochromový proces bratří Lumièrů, vynalezený v roce 1907. Barevnou fotografii proslavila "jako proces pro cestující amatéry" na základě snímků, které pořídila během dvou návštěv Gibraltaru v roce 1903 a 1904. V roce 1904 se podílela na výroční výstavě Královské fotografické společnosti s 33 tříbarevnými tisky s názvem Domov mořského orla, Gibraltar.
Dalšími, kdo se zabýval barevnou fotografií byli roku 1904 v Lyonu bratři Auguste a Louis Lumièrové, kteří představili první autochromové desky, které se daly reprodukovat barevným tiskem a umožnili v praxi vyrobit fotografii jedním jediným snímkem.
V Holandsku se jako první zabýval barevnou fotogrgfií Bernard F. Eilers. Kolem roku 1935, v době, kdy se hodně experimentovalo s barevnou fotografií, se Eilersovi podařilo vytvořit barevné tisky, které v kvalitě překonaly jakoukoli konkurenci. Díky svým litografickým a fotochemickým zkušenostem se mu podařilo zdokonalit tříbarevnou fotografii. Proces, který vyvinul, nazval „Foto-chroma Eilers“.
Měsíční svit na rybníku je piktorialistická barevná krajinářská fotografie Edwarda Steichena z roku 1904. Jedná se o jednu z prvních skutečně barevných fotografií vytvořených ušlechtilým gumotiskem, který do roku 1907 v podstatě neexistoval. Steichen vymyslel komplikovaný proces se směsí arabské gumy a barevného pigmentu nanášených na platinových nebo stříbrných deskách. Měsíční svit na rybníku je příkladem této techniky a je pokládán za jeden z prvních pokusů o barevnou fotografii (spolu s jeho fotografií Flatiron Building, 1904). Steichen upravoval své fotografie ručně, dojem barvy vytvořil tak, že na papír ručně nanášel vrstvy arabské gumy citlivé na světlo. Například aplikoval pruský modrý a bílý pigment na bázi vápníku, což jí dodalo zelenou záři. Tyto dokončovací operace dávají každému tisku jedinečný charakter.
Podíl na rozvoji barevné fotografie měl také moravský chemik a vynálezce Karl Schinzel. V roce 1905 podal ve Vídni žádost o patent týkající se procesu který nazval „katachromie“ – jednalo se o postup vyvolávání snímků na fotografický materiál se třemi citlivými vrstvami. Jeho vynález se stal později důležitým základem díky němuž mohly být později po roce 1935 vyráběny filmy Kodachrome a Agfacolor. Během 1. světové války pracoval na zdokonalení svého patentu. Konkrétní návrh předložil komisi expertů roku 1922; ta jej však označila za nerealistický. Série jeho článků v časopise Das Lichtbild vyvolala pozornost ve firmách Kodak v USA a Agfa v Německu, kde postřehli význam Schinzelova výzkumu. V roce 1936 jej společnost Eastman Kodak pozvala na návštěvu továren do Rochesteru, New Yorku a později do Londýna. Po delších vyjednáváních firma od Schinzela odkoupila za nízkou částku práva k 27 patentům, mj. i patent na barevné vyvíjení s postupnou spektrální expozicí, který byl později označen za převrat ve vývoji fotografie. Schinzel se poté vrátil v nevalné finanční situaci do Opavy. Necelý rok po návratu se Kodak na Schinzela obrátil znovu, aby jej požádal o pomoc při zavádění masové výroby. Schinzel po krátkém váhání souhlasil a během několika měsíců intenzivní práce byly problémy vyřešeny.
Prvním francouzským časopisem, který publikoval jako první barevnou fotografii se stal L'Illustration v roce 1907.
William Gullick jako první experimentoval s barevnou fotografií v Austrálii. Autochromatický proces bratrů Lumièrových, který používal, byl založen na použití barevné mozaiky mikroskopických zrnek bramborového škrobu obarvených na červenou (oranžovou), zelenou a modrou barvu překrytých černobílou panchromatickou emulzí. Fotografie jeho manželky a dcer (Mary Gullick, Zoe Gullick, Marjory Gullick a Chloe Gullick) byl pořízen na autochrom asi v roce 1909, tedy pouze dva roky po komercionalizaci procesu. Tři základní barvy procesu Lumièrů byl důvod, proč má Gullickova rodina na sobě různě barevné šaty. Snímek byl pořízen u jejich domova v Killaře.
Ken Bell (1914–2000) jako poručík v armádní jednotce pro film a fotografii (Canadian Army Film and Photo Unit) dokumentoval přistání v Normandii, mnoho jeho fotografií bylo pořízeno na barevný film – poprvé v kanadské armádě. Jedná se o jediné dochované barevné fotografie vylodění v Normandii.
Na počátku sedmdesátých let dvacátého století se trojice fotografů Joel Meyerowitz, Stephen Shore a William Eggleston stala první skupinou mladých umělců, kteří začali používat barevnou fotografii nejen v reportážní, ale zároveň také ve výtvarné fotografii. Eggleston byl dokonce v historii Muzea moderního umění (MoMA) v New Yorku první, kdo tam v roce 1974 barevné fotografie vystavil. Dalo by se říci, že se reportážní fotografie stává v určitých případech zároveň výtvarnou.
Kanadský fotograf Fred Herzog se zaměřoval především na dělnické třídy a jejich spojení s městem. Pracoval s diapozitivy (většinou Kodachrome), což technicky omezovalo možnost vystavovat. Také v 50. a 60. letech 20. století byl na okraji uměleckého světa, jelikož většina uměleckých děl byla černobílých. Později byl však uznán jako jeden z průkopníků umělecké barevné fotografie.

## Kolorování

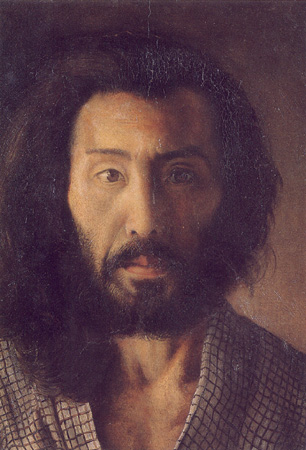
Jokojama Macusaburó, autoportrét, šašin abura-e, 1881–1884

Kolorování nebo ruční kolorování označuje některou z mnoha metod ručně přidávané barvy do černobílé fotografie nebo jiného obrázku pro zvýšení jeho realistické podoby. Typicky se používají vodové barvy, oleje a další druhy barev, které se aplikují na povrch pomocí štětce, prsty, tamponem či sprejem. Některé fotografické žánry, zejména krajinářská a portrétní fotografie, byly ručně kolorovány častěji než ostatní druhy. Některé ručně kolorované fotografie byly populární natolik, že se některé firmy specializovaly na jejich výrobu.
Až do poloviny 20. století byly téměř všechny fotografie monochromatické – v podstatě černobílé – jako například bromostříbrné. Některé fotografické procesy se typicky zabarvovaly do určité barvy podle použitých chemikálií – například kyanotypie se zabarvovala do modra. Fotografické procesy měly vliv na rozdíly v tónu, které se nechaly měnit pomocí různých technologií při výrobě.
Švýcarský malíř a grafik Johann Baptist Isenring používal směs arabské gumy a pigmentů pro zabarvení prvních daguerrotypií již v roce 1840 nebo 1841. Barevný prášek se aplikoval na jemný povrch daguerreotypie za pomoci tepla. Variace této techniky byly patentovány v Anglii Richardem Beardem v roce 1842, ve Francii Étiennem Lecchim v roce 1842 a Léotardem de Leuzem v roce 1845. Později bylo ruční kolorování aplikováno na fotografické inovace, počínaje albuminovým nebo bromostříbrným procesem, přes Laternu magicu a konče diapozitivy.
Průkopníkem japonské barevné fotografie byl Jokojama Macusaburó, který se věnoval také litografii a výuce fotografie. Je autorem celé řady autoportrétů a v 80. letech 19. století vymyslel techniku šašin abura-e neboli fotografický olejový obraz. Při jejich výrobě se odstranila papírová podložka fotografie a na zbývající emulzi se pak malovalo olejovými barvami. Yokoyama s použitím této techniky vytvořil řadu děl. Bylo pak těžko rozeznat, zda se jedná o fotografii nebo olejomalbu.

## Galerie

Raná barevná fotografie z Ruska, Sergej Prokudin-Gorskij, 1915
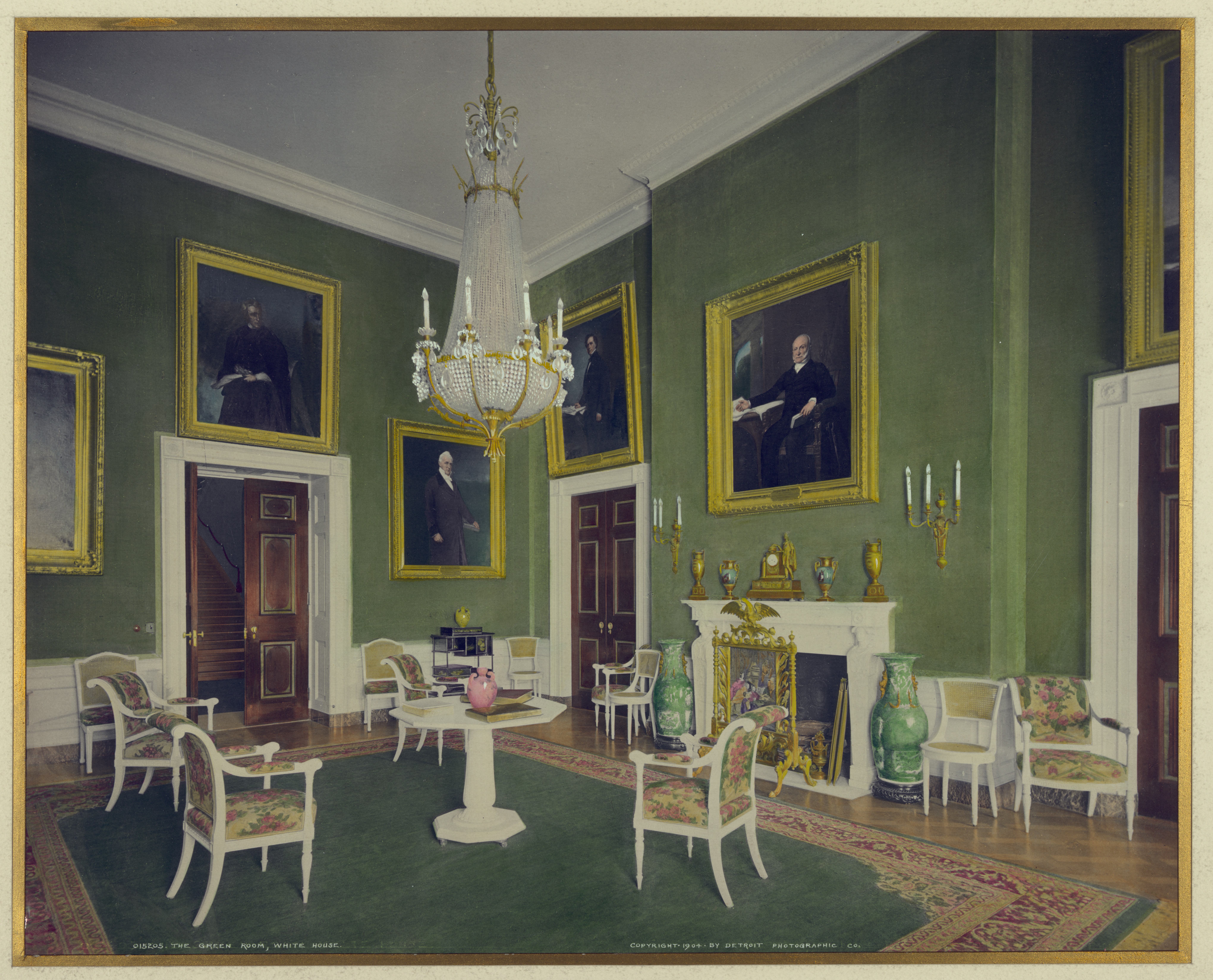
Zelený pokoj v Bílém domě, ručně kolorovaný platinotisk, Detroit Photographic Company, 1904
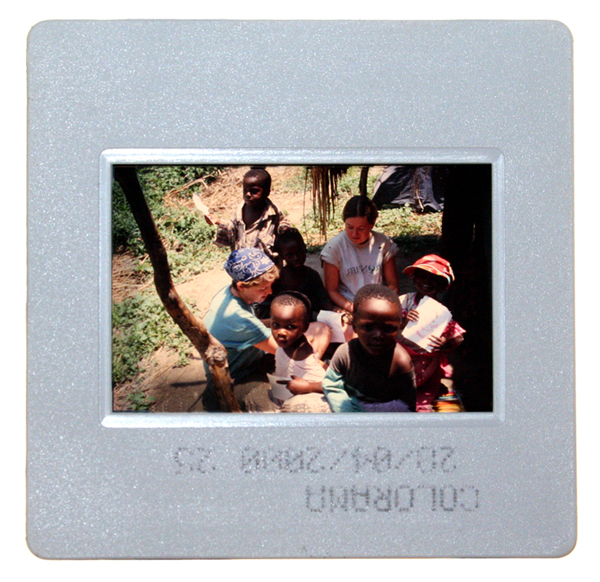
Barevný diapozitiv, vynálezce: Leopold Godowsky
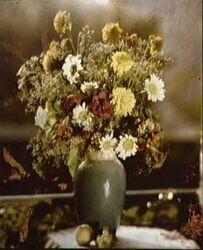
Zátiší (1891–1899), Gabriel Lippmann
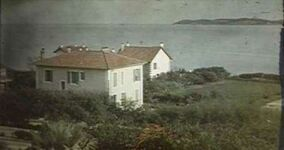
Saint-Maxime (1891–1899), Gabriel Lippmann